# Spatifil
Spatifil (znanstveno ime Spathiphyllum) je rod rastlin iz družine kačnikovk, ki zajema okoli 40 vrst. Večina je samoraslih v tropski Ameriki, ena sama pa uspeva v Maleziji. 
Ime se nanaša na ovršni cvetni list, ki je kot navaden list, ko se prvič pojavi. So srednje zahtevne rastline za gojenje v stanovanjih. Dobro uspevajo tudi, če jih gojimo v vodi. Najbolj zanimiva vrsta je Spathiphyllum wallisiui iz Kolumbije. Listi so živo zeleni, suličasti in se elegantno povešajo iz srede rastline. Na dolgih steblih so cvetovi bele barve, ki so dolgo odprti, preden pa ovenejo počasi pozelenijo. Znana je še ena večja sorta Mauna Loa, ki lahko zraste do 1 m visoko. Spatifili so sorodniki flamingovcev, vendar je gojenje enostavnejše. Cvetovi ne ovenejo hitro, zato jih lahko režemo tudi za šopke.

## Življenjski prostor
Spatifili poleti najbolje uspevajo v napol senčnih prostorih, tako da so zaščiteni pred sončno svetlobo. Najprimernejša temperatura pozimi je od 16-18 °C, poleti pa od 18-21 °C, v primeru zelo visokega odstotka vlažnosti pa uspevajo tudi pri temperaturi do 27 °C. Primer takšnega prostora so mešani nasadi, kjer je vlažno ozračje. Življenjska doba rastline je dolga.

## Vrste
| - Spathiphyllum atrovirens - Spathiphyllum bariense - Spathiphyllum blandum - Spathiphyllum brevirostre - Spathiphyllum candicans - Spathiphyllum candidum - Spathiphyllum candolleanum - Spathiphyllum cochlearispathum - Spathiphyllum commutatum - Spathiphyllum cuspidatum - Spathiphyllum floribundum - Spathiphyllum friedrichsthalii - Spathiphyllum fulvovirens | - Spathiphyllum gardneri - Spathiphyllum glaziovii - Spathiphyllum grandifolium - Spathiphyllum huberi - Spathiphyllum jejunum - Spathiphyllum juninense - Spathiphyllum kalbreyeri - Spathiphyllum kochii - Spathiphyllum lacustre - Spathiphyllum laeve - Spathiphyllum lechlerianum - Spathiphyllum liesneri - Spathiphyllum maguirei | - Spathiphyllum mawarinumae - Spathiphyllum monachinoi - Spathiphyllum montanum - Spathiphyllum neblinae - Spathiphyllum patini - Spathiphyllum perezii - Spathiphyllum phryniifolium - Spathiphyllum quindiuense - Spathiphyllum silvicola - Spathiphyllum sipapoanum - Spathiphyllum solomonense - Spathiphyllum wallisii - Spathiphyllum wendlandii |